# Terminator X
Terminator X, pseudonimo di Norman Rogers (25 agosto 1966), è un musicista hip hop statunitense, conosciuto soprattutto per essere stato il DJ e beatmaker del gruppo rap Public Enemy, che ha abbandonato nel 1999.
Nel periodo di collaborazione con i Public Enemy, Terminator X ha anche prodotto due album solisti: Terminator X & The Valley of Jeep Beats del 1991 e Super Bad del 1994, in cui sono presenti artisti come Chuck D, Sister Souljah, DJ Kool Herc, i Cold Crush Brothers, e una traccia di musica Bass realizzata dai Punk Barbarians.
Anche grazie alla sua natura particolarmente riservata, si è detto che Terminator X "only speaks with his hands" (parla solo attraverso le sue mani) in riferimento alla sua straordinaria abilità nello scratch. Terminator X ha abbandonato definitivamente la scena hip hop nel 2003, avviando un'attività di allevamento di struzzi nel North Carolina .

## Origine del nome
L'iniziale pseudonimo di Terminator X fu DJ Mellow D. Con questo nome compare anche nelle liriche nei singolo dei Public Enemy Public Enemy #1. Chuck D dei Public Enemy gli diede solo successivamente il nome di "Terminator X". Chuck racconta che: 
 Chuck D ha anche affermato che inizialmente il nome non fu molto ben accettato da Norman.

## Album
- 1991: Terminator X & The Valley of Jeep Beats
- 1994: Super Bad